# 留平
留平（？—272年），揚州會稽長山人。父親為東吳將領留贊，留略之弟。

## 生平
263年，與丁奉為了拯救蜀漢討伐曹魏，攻打壽春，蜀漢滅亡後撤退。次年與陸抗、步協、盛曼攻打巴東太守羅憲。历征西將軍和左將軍。
266年，王蕃在宴會大醉得罪孫皓，平與滕牧為王蕃求情不成，王蕃當場被孫皓喊手下斬殺。
同年十二月（267年1月至2月間），被陸凱密召與丁奉和丁固謀廢孫皓並立孫休兒子為君主，因留平的反對使這計劃作罷，但留平也发誓不泄露。
271年，孫皓自伐西晉回師前，留平與右丞相萬彧、右大司馬丁奉商議先自行回去，被孫皓知道，受其懷恨。雖念著重臣的份上不被孫皓馬上處置，但在次年同萬彧相繼受其鳩毒，幸得解藥保命。不過留平約一個月後憂鬱而死。
小說《三國演義》與萬彧、樓玄張勸諫孫皓暴行被殺害。